# Sudbury (Vermont)
Sudbury es un pueblo ubicado en el condado de Rutland en el estado estadounidense de Vermont. En el año 2010 tenía una población de 560 habitantes y una densidad poblacional de 9.7 personas por km².

## Geografía
Sudbury se encuentra ubicado en las coordenadas 43°46′53″N 73°11′16″O / 43.78139, -73.18778.

## Demografía
Según la Oficina del Censo en 2000 los ingresos medios por hogar en la localidad eran de $38,958 y los ingresos medios por familia eran $47,083. Los hombres tenían unos ingresos medios de 33,333 frente a los $28,558 para las mujeres. La renta per cápita para la localidad era de $18,994. Alrededor del 3.2% de la población estaban por debajo del umbral de pobreza.